# Ácido pirúvico
El ácido pirúvico es un ácido alfa-ceto que desempeña un papel importante en los procesos bioquímicos. El anión carboxilato del ácido pirúvico se conoce como piruvato.
Ácido incoloro, de aroma similar al ácido acético, es miscible en agua y soluble en etanol y dietiléter.
En el laboratorio, puede ser sintetizado por calentamiento de una mezcla de ácido tartárico y bisulfato de potasio; o por la hidrólisis de cianuro de etanoilo, formado por la reacción de cloruro de etanoilo y cianuro de potasio:
CH3−CO−Cl + KCN → CH3−CO−CN + KCl
CH3−CO−CN → CH3−CO−COOH
Es además un ácido monoprótico, ya que puede liberar un catión hidrógeno formando el anión piruvato.
CH3−CO−COOH → CH3−CO−COO− + H+

## Importancia biológica
El ácido pirúvico es un compuesto orgánico clave en el metabolismo. Es el producto final de la glucólisis, una ruta metabólica universal en la que la glucosa se escinde en dos moléculas de piruvato y se origina energía (2 moléculas de ATP). El ácido pirúvico así formado puede seguir dos caminos:
1. Si hay suficiente suministro de oxígeno, el ácido pirúvico es descarboxilado en la matriz de la mitocondria por el complejo enzimático piruvato deshidrogenasa rindiendo CO2 y acetil coenzima A que es el inicio de una serie de reacciones llamada ciclo de Krebs, seguida de la fosforilación oxidativa.
2. Si no hay suficiente cantidad de oxígeno disponible o el organismo es incapaz de continuar con el proceso oxidativo, el piruvato sigue una ruta anaeróbica, la fermentación. En esta vía, el piruvato se reduce, permitiendo regenerar las moléculas de NAD+ consumidas en los procesos anteriores. Los animales son capaces de realizar la fermentación láctica cuyo producto es ácido láctico. Las bacterias y levaduras son más versátiles, y pueden realizar otras fermentaciones, como la fermentación alcohólica, cuyo producto es etanol. En la conversión en lactato, interviene la enzima lactato deshidrogenasa y la coenzima NADH; en la fermentación alcohólica el piruvato es convertido primero en acetaldehído y luego en etanol y dióxido de carbono, interviniendo las enzimas piruvato descarboxilasa y alcohol deshidrogenasa, así como la coenzima NADH.

Cabe destacar la importante diferencia entre el ácido pirúvico y el anión piruvato, que son similares pero no iguales, aunque sólo les diferencia perder o ganar un catión hidrógeno.